# Tatiana Vassilieva (actrice)
Pour les articles homonymes, voir Vassilieva.
Tatiana Grigorievna Vassilieva (en russe : Татьяна Григорьевна Васильева), née le 28 février 1947 à Léningrad en Union soviétique, est une actrice soviétique puis russe.

## Biographie
Fille de Grigori et Maria Itsykovitch, Tatiana naît à Léningrad. Elle a une sœur ainée prénommée Alla.
En 1969, elle est diplômée du département de théâtre de l'École-studio du Théâtre d'Art académique de Moscou (atelier de Vassili Markov).
De 1969 à 1983, elle fut actrice au théâtre académique de la Satire de Moscou. En 1983-1992 - actrice du théâtre Maïakovski. Depuis 1996 - actrice du Théâtre de Moscou School of Modern Play. Depuis 2015 - actrice du Théâtre Millennium sous la direction de Valeri Ponomarenko à Moscou.
Sa carrière cinématographique commence en 1972, dans le film d'aventure pour enfants Jetez un œil à ce visage de Youri Mastiouguine.
De 2012 à 2017, elle a animé plusieurs programmes télévisés sur Pervy Kanal.
Membre de l'Union des cinéastes de la fédération de Russie.

## Filmographie
- 1972 : Le Quatrième (Четвёртый) de Aleksandr Stolper : Betsy
- 1975 : Bonjour, je suis votre tante ! (Здра́вствуйте, я ва́ша тётя!) de Viktor Titov : Enny
- 1979 : Les Bonnes Gens (Добряки) de Karen Chakhnazarov : Iraïda
- 1985 : La plus charmante et attirante (Самая обаятельная и привлекательная) de Gerald Bejanov : Suzanna
- 1992 : Roi blanc, dame rouge (Белый король, красная королева) de Sergueï Bodrov : Ekaterina
- 1992 : Voir Paris et mourir (Увидеть Париж и умереть) de Alexandre Prochkine : Elena Orekhova

## Récompenses et nominations

### Récompenses
- 1992 : Artiste du peuple de la fédération de Russie[1]